# 龙西湖水库
龙西湖水库是中国安徽省宣城市郎溪县境内的一座水库，位于长江水系朗川河上，建于1972年。水库正常库容为1100万立方米，集雨面积为25平方千米，海拔为28米。